# Харківське (сорт яблук)
Харківське — зимовий сорт яблук, української селекції. Одержаний у 1959 році, на Краснокутській дослідній станції садівництва. Сорт скороплідний, високоврожайний.
Плоди великі і дуже великі, досягають маси 305 грамів. Мають кулясту будову, слабкоребристі на верхівці зеленувато-жовті, з розмитим бурувато-помаранчевим рум'янцем на сонячному боці та середньої кількістю дрібних жовтих підшкіркових цяточок. Знімальна стиглість плодів настає в першій половині жовтня, споживча — у грудні. У звичайних сховищах зберігаються 4-5 місяців, у холодильнику — 7-8. Яблука можна використовувати у свіжому вигляді та для переробки.
Якості сорту: урожайність, крупноплідність.
Недоліки: недостатня стійкість проти парші яблуні, сильноросле.
Сорт рекомендується як для промислових садів, так і для дачного та присадибного культивування в зоні лісостепу України.